# Australian Idol
Australian Idol est une émission de télé-réalité sur le réseau de télévision australien Network Ten qui reprend le principe de la populaire émission britannique Pop Idol.
Après un arrêt en 2009, l'émission fait son grand retour à partir du 31 janvier 2023 sur la chaîne de télévision Seven Network.

## Bilan
| Saison | Chaine        | Première        | Finale           | Vainqueur            | Deuxième       | Troisième           | Présentateurs     | Présentateurs  | Présentateurs     | Juges           | Juges          | Juges       | Juges              |
| Saison | Chaine        | Première        | Finale           | Vainqueur            | Deuxième       | Troisième           | Plateau           | Plateau        | Backstage         | 1               | 2              | 3           | 4                  |
| ------ | ------------- | --------------- | ---------------- | -------------------- | -------------- | ------------------- | ----------------- | -------------- | ----------------- | --------------- | -------------- | ----------- | ------------------ |
| 1      | Network Ten   | 27 juillet 2003 | 19 novembre 2003 | Guy Sebastian        | Shannon Noll   | Cosima De Vito      | Andrew G          | James Mathison | NC                | Ian Dickson     | Marcia Hines   | Mark Holden | NC                 |
| 2      | Network Ten   | 13 juillet 2004 | 21 novembre 2004 | Casey Donovan        | Anthony Callea | Courtney Murphy     | Andrew G          | James Mathison | NC                | Ian Dickson     | Marcia Hines   | Mark Holden | NC                 |
| 3      | Network Ten   | 26 juillet 2005 | 21 novembre 2005 | Kate DeAraugo        | Emily Williams | Lee Harding         | Andrew G          | James Mathison | NC                | Kyle Sandilands | Marcia Hines   | Mark Holden | NC                 |
| 4      | Network Ten   | 6 août 2006     | 26 novembre 2006 | Damien Leith         | Jessica Mauboy | Dean Geyer          | Andrew G          | James Mathison | NC                | Kyle Sandilands | Marcia Hines   | Mark Holden | NC                 |
| 5      | Network Ten   | 5 août 2007     | 25 novembre 2007 | Natalie Gauci        | Matt Corby     | Carl Riseley        | Andrew G          | James Mathison | NC                | Kyle Sandilands | Marcia Hines   | Mark Holden | Ian Dickson        |
| 6      | Network Ten   | 24 août 2008    | 23 novembre 2008 | Wes Carr             | Luke Dickens   | Mark Spano          | Andrew G          | James Mathison | Ricki-Lee Coulter | Kyle Sandilands | Marcia Hines   | Ian Dickson | NC                 |
| 7      | Network Ten   | 15 janvier 2008 | 21 mai 2008      | Stan Walker          | Hayley Warner  | James Johnston      | Andrew G          | NC             | Ricki-Lee Coulter | Kyle Sandilands | Marcia Hines   | Ian Dickson | Jay Dee Springbett |
| 8      | Seven Network | 31 janvier 2023 | 26 mars 2023     | Royston Sagigi-Baira | Phoebe Stewart | Josh Hannan         | Ricki-Lee Coulter | Scott Tweedie  | NC                | Kyle Sandilands | Meghan Trainor | Amy Shark   | Harry Connick Jr.  |
| 9      | Seven Network | 29 janvier 2024 | 25 mars 2024     | Dylan Wright         | Amy Reeves     | Denvah Baker-Moller | Ricki-Lee Coulter | Scott Tweedie  | NC                | Kyle Sandilands | Marcia Hines   | Amy Shark   | NC                 |

### Site officiel
- Site officiel de Australian Idol